# Englisberg
Englisberg  är en ort i kommunen Wald i kantonen Bern, Schweiz. 
Tidigare var Englisberg en egen kommun, men 1 januari 2004 bildades kommunen Wald genom en sammanslagning av kommunerna Englisberg och Zimmerwald.